# Ouvrage de l'Einseling
L'ouvrage de l'Einseling est un ouvrage fortifié monobloc de la ligne Maginot situé dans le secteur fortifié de Faulquemont, entre les communes de Bambiderstroff et de Longeville-lès-Saint-Avold. Son nom a pour origine celui de la colline du Finselingerberg sur laquelle il est construit. Au moment de sa projection par la CORF dans les années 1930, l'armée a utilisé d'anciennes cartes allemandes où les annotations en écriture gothique ont été mal interprétées : le F de Finseling s'est transformé en E.

## Position sur la ligne
L'Einseling étant relativement distant des ouvrages latéraux (Bambesch au nord et Laudrefang au sud-est), des casemates ont été implantées dans les intervalles pour assurer la continuité des feux. On trouve ainsi de part et d'autre de l'ouvrage, deux casemates cuirassées : la casemate de l'Einseling-nord et la casemate de l'Einseling-sud.

## Description

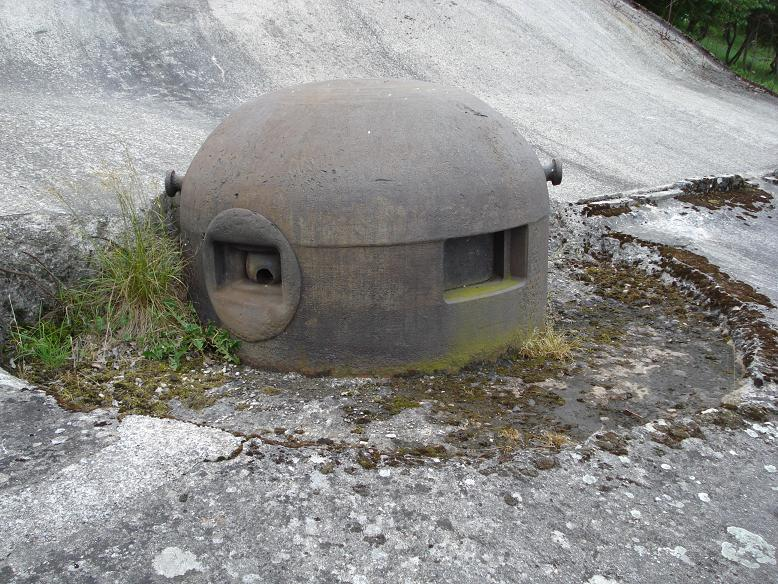
Cloche GFM de type A partiellement transformée en type B à l'ouvrage de l'Einseling.

Le monobloc de l'Einseling est constitué d'un bloc casemate, auquel a été greffé un bloc pour tourelle de mitrailleuses pendant la construction. La tourelle a été modifiée pour arme mixte en 1940 (ajout d'un canon de 25 mm antichar).
Doté d'un puits et d'une amorce de galerie, il aurait dû être relié à un second bloc, armé d'une tourelle pour deux mortiers de 81 mm et à un bloc d'entrée situé au bas de la pente, en arrière de la ligne de front. Mais par manque de crédit, les blocs comme la jonction furent annulés. Pendant la drôle de guerre, un membre de l'équipage convainquit son commandant d’aménager une pièce au fond du puits mais celle-ci s'avéra inutilisable par manque d'aération.
Deux cloches GFM permettent l'observation des alentours. L'une d'elles a la particularité d'avoir été partiellement transformée en type B (travail inachevé). À défaut d'une entrée séparée qui aurait dû se trouver en arrière mais qui n'a jamais été construite, une porte blindée a été installée sur la façade arrière de l'ouvrage. La chambre de tir est équipée d'un seul créneau pour jumelage de mitrailleuses, pouvant être remplacé par un canon antichar de 47 mm. Deux cloches pour jumelages de mitrailleuses, dont une a été modifiée pour arme mixte, renforcent les tirs latéraux. Pour la défense rapprochée de l'entrée, l'Einseling dispose de deux créneaux pour fusil-mitrailleur (dont un à l'intérieur du sas d'entrée). Il y a aussi un fossé diamant, qui abrite une sortie de secours.

## Géographie et histoire
Dans sa disposition initiale, la situation de l'ouvrage n'est pas la meilleure car il ne se trouve pas à contre-pente de l'ennemi comme le sont ses voisins. Pour parvenir à l'ouvrage, les hommes doivent emprunter une tranchée qui aboutit sur la crête de la colline de l'Einseling, ce qui les expose aux tirs éventuels. L'équipage se sent rapidement « sacrifié à sa mission » si une attaque de face venait à se produire.
Cet état de fait transforme radicalement la défense de l'Einseling quand, le 21 juin 1940, les Allemands qui sont parvenus sur les arrières de la position, passent à l'attaque : leurs canons ne peuvent atteindre l'ouvrage qui se trouve protégé par la colline. Dans un second temps, alors que l'infanterie allemande commence à peine à se déployer, les tirs de couverture réalisés notamment par les mortiers de 81 mm du bloc 1 de l'ouvrage de Laudrefang, entrent en action et dispersent les groupes qui se préparaient à l'assaut. Au moment de l'armistice, l'ouvrage reste invaincu. Les hommes ne sortiront que le 2 juillet 1940 sur ordre du haut commandement français.

## Sauvegarde de l'ouvrage
- L'ouvrage de l'Einseling, sous l'impulsion de son ancien chef le lieutenant Albéric Vaillant, devenu général d'armée et Inspecteur général de l'Infanterie, est sauvegardé par l'association des Amis du Secteur Fortifié de Faulquemont (ASFF) dont le siège social se trouve à Longeville-lès-Saint-Avold.